# Praktdracena
Praktdracena (Cordyline indivisa) är en växtart familjen trådliljeväxter från Nya Zeeland. Praktdracena ibland som kruk- eller urnväxt i Sverige. 
Praktdracena bildar sparsamt grenade buskar som kan bli upp till åtta meter höga. Bladen blir 1–2 meter långa och 10–15 cm breda, de är gröna på ovansidan och daggiga på undersidan, Mittnerven är bred och tydlig, samt ofta röd, liksom några sidonerver. Blommorna sitter tätt i knippen som kan bli 1,6 meter långa, de är kompakta, något förgrenade. Blomskaften är 2–3 mm långa. Kalkbladen är vita på insidan och rödaktiga på utsidan, 7–8 mm långa, de är sammanväxta vid basen till en blompip. Flikarna är starkt tillbakarullade och lika varandra. Frukten är klotrund, cirka 6 mm i diameter.

## Synonymer
- Cordyline hectori Colenso
- Cordyline hookeri Kirk
- Dracaena indivisa Forst. f.
- Dracaenopsis indivisa (Forst. f.) Planch.

### Webbkällor
- Flora of New Zealand